# Lariosaurus
Lariosaurus, även känd vulgarly som Lierna Monster, är ett utdött släkte kräldjur med mycket liten, inte förlängd skalle.
Kända fossil finns från musselkalken vid Perledo i Lombardiet.